# Istanbul Cup 2018 - Qualificazioni singolare
Le qualificazioni del singolare dell'Istanbul Cup 2018 sono state un torneo di tennis preliminare per accedere alla fase finale della manifestazione. Le vincitrici dell'ultimo turno sono entrate di diritto nel tabellone principale. In caso di ritiro di una o più giocatrici aventi diritto a queste sono subentrate le lucky loser, ossia le giocatrici che hanno perso nell'ultimo turno ma che avevano una classifica più alta rispetto alle altre partecipanti che avevano comunque perso nel turno finale.

## Teste di serie
1. Richèl Hogenkamp (ultimo turno)
2. Evgeniya Rodina (primo turno)
3. Danka Kovinić (qualificata)
4. Arantxa Rus (qualificata)
5. Dalila Jakupovič (qualificata)
6. Sara Sorribes Tormo (ultimo turno)

1. Barbora Krejčíková (ultimo turno)
2. Anna Kalinskaya (qualificata)
3. Tereza Martincová (primo turno)
4. Viktoriya Tomova (qualificata)
5. Misaki Doi (primo turno)
6. Alexandra Dulgheru (primo turno)

## Qualificate
1. Viktoriya Tomova
2. Valentyna Ivakhnenko
3. Danka Kovinić

1. Arantxa Rus
2. Dalila Jakupovič
3. Anna Kalinskaya

## Tabellone

### Legenda
| - Q = Qualificato - WC = Wild card - LL = Lucky loser | - ALT = Alternate - SE = Special Exempt - PR = Protected Ranking | - w/o = Walkover - r = Ritirato - d = Squalificato |

### Sezione 1
|  | Primo turno | Primo turno      | Primo turno      | Primo turno | Primo turno |  |  | Ultimo turno | Ultimo turno     | Ultimo turno     | Ultimo turno | Ultimo turno |  |
|  |             |                  |                  |             |             |  |  |              |                  |                  |              |              |  |
|  | 1           | Richèl Hogenkamp | Richèl Hogenkamp | 6           | 7           |  |  |              |                  |                  |              |              |  |
|  | WC          | Melis Sezer      | Melis Sezer      | 4           | 6           |  |  | 1            | Richèl Hogenkamp | Richèl Hogenkamp | 1            | 2            |  |
|  | WC          | Sara Tomic       | Sara Tomic       | 2           | 2           |  |  | 10           | Viktoriya Tomova | Viktoriya Tomova | 6            | 6            |  |
|  | 10          | Viktoriya Tomova | Viktoriya Tomova | 6           | 6           |  |  |              |                  |                  |              |              |  |

### Sezione 2
|  | Primo turno | Primo turno          | Primo turno          | Primo turno | Primo turno |  |  | Ultimo turno | Ultimo turno         | Ultimo turno         | Ultimo turno | Ultimo turno |  |
|  |             |                      |                      |             |             |  |  |              |                      |                      |              |              |  |
|  | 2           | Evgenija Rodina      | Evgenija Rodina      | 2           | 2           |  |  |              |                      |                      |              |              |  |
|  |             | Harriet Dart         | Harriet Dart         | 6           | 6           |  |  |              | Harriet Dart         | Harriet Dart         | 0            | 0            |  |
|  |             | Valentyna Ivakhnenko | Valentyna Ivakhnenko | 6           | 7           |  |  |              | Valentyna Ivakhnenko | Valentyna Ivakhnenko | 6            | 6            |  |
|  | 9           | Tereza Martincová    | Tereza Martincová    | 3           | 65          |  |  |              |                      |                      |              |              |  |

### Sezione 3
|  | Primo turno | Primo turno        | Primo turno      | Primo turno | Primo turno |  |  | Ultimo turno | Ultimo turno    | Ultimo turno | Ultimo turno | Ultimo turno |  |
|  |             |                    |                  |             |             |  |  |              |                 |              |              |              |  |
|  | 3           | Danka Kovinić      | Danka Kovinić    | 6           | 6           |  |  |              |                 |              |              |              |  |
|  | WC          | Kimberly Birrell   | Kimberly Birrell | 4           | 3           |  |  | 3            | Danka Kovinić   | 6            | 3            | 6            |  |
|  |             | Bibiane Schoofs    | 6                | 4           | 6           |  |  |              | Bibiane Schoofs | 3            | 6            | 3            |  |
|  | 12          | Alexandra Dulgheru | 4                | 6           | 3           |  |  |              |                 |              |              |              |  |

### Sezione 4
|  | Primo turno | Primo turno       | Primo turno       | Primo turno | Primo turno |  |  | Ultimo turno | Ultimo turno   | Ultimo turno   | Ultimo turno | Ultimo turno |  |
|  |             |                   |                   |             |             |  |  |              |                |                |              |              |  |
|  | 4           | Arantxa Rus       | Arantxa Rus       | 7           | 6           |  |  |              |                |                |              |              |  |
|  |             | Irina Khromacheva | Irina Khromacheva | 5           | 0           |  |  | 4            | Arantxa Rus    | Arantxa Rus    | 6            | 6            |  |
|  |             | Elitsa Kostova    | Elitsa Kostova    | 6           | 6           |  |  |              | Elitsa Kostova | Elitsa Kostova | 2            | 0            |  |
|  | 11          | Misaki Doi        | Misaki Doi        | 4           | 2           |  |  |              |                |                |              |              |  |

### Sezione 5
|  | Primo turno | Primo turno         | Primo turno        | Primo turno | Primo turno |  |  | Ultimo turno | Ultimo turno       | Ultimo turno       | Ultimo turno | Ultimo turno |  |
|  |             |                     |                    |             |             |  |  |              |                    |                    |              |              |  |
|  | 5           | Dalila Jakupovič    | 6                  | 2           | 6           |  |  |              |                    |                    |              |              |  |
|  |             | Elena-Gabriela Ruse | 4                  | 6           | 2           |  |  | 5            | Dalila Jakupovič   | Dalila Jakupovič   | 6            | 6            |  |
|  |             | Réka-Luca Jani      | Réka-Luca Jani     | 4           | 1           |  |  | 7            | Barbora Krejčíková | Barbora Krejčíková | 2            | 1            |  |
|  | 7           | Barbora Krejčíková  | Barbora Krejčíková | 6           | 6           |  |  |              |                    |                    |              |              |  |

### Sezione 6
|  | Primo turno | Primo turno         | Primo turno         | Primo turno | Primo turno |  |  | Ultimo turno | Ultimo turno        | Ultimo turno | Ultimo turno | Ultimo turno |  |
|  |             |                     |                     |             |             |  |  |              |                     |              |              |              |  |
|  | 6           | Sara Sorribes Tormo | Sara Sorribes Tormo | 6           | 7           |  |  |              |                     |              |              |              |  |
|  |             | Başak Eraydın       | Başak Eraydın       | 4           | 5           |  |  | 6            | Sara Sorribes Tormo | 3            | 7            | 3            |  |
|  | WC          | Ena Kajević         | Ena Kajević         | 4           | 4           |  |  | 8            | Anna Kalinskaya     | 6            | 5            | 6            |  |
|  | 8           | Anna Kalinskaya     | Anna Kalinskaya     | 6           | 6           |  |  |              |                     |              |              |              |  |